# Критаварма
Критава́рма (санскр. कृतवर्म, IAST: kṛtavarma) — герой Махабхараты. Он был воином из династии Яду. Упоминания о нём встречаются в таких древних санскритских текстах, как Махабхарата, Вишну-пурана, Бхагаватам и Харивамша.
Он принадлежал клану Андхака династии Яду. Хотя Вишну-пурана описывает его как преданного Кришны, но очевидно, что он не состоял с ним в хороших отношениях, и, более того, он был одним из тех заговорщиков, которые планировали убить Сатраджита, тестя Кришны во время эпизода, связанного с камнем Сьямантака.
Во время великой битвы на Курукшетре Критаварма сражался на стороне кауравов против пандавов и возглавлял армию Ядава (которую также называют Нараяни Сена). После битвы из всей армии Кауравов остались в живых только он и ещё два человека. Вскоре он помог Ашваттхаме совершить его гнусный поступок — ночью он перерезал горло Дхриштадьюмне (главнокомандующий пандавов), Шикханди и пяти сыновьям Драупади. Этот случай описан в Сауптикапарве, 10-й части Махабхараты. После войны он вернулся в своё царство. Впоследствии Сатьяки убил его в Двараке во время полного уничтожения всех ядавов, как это описано в Маусулапарве, 16-й части Махабхараты.